# Chicligasta (departement)
Chicligasta is een departement in de Argentijnse provincie Tucumán. Het departement (Spaans:  departamento) heeft een oppervlakte van 1.267 km² en telt 75.133 inwoners.

## Plaatsen in departement Chicligasta
- Alpachiri y El Molino
- Alto Verde y Los Gucheas
- Arcadia
- Concepción
- Gastona y Belicha
- Ingenio La Trinidad
- Medinas